# Museu Carnavalet

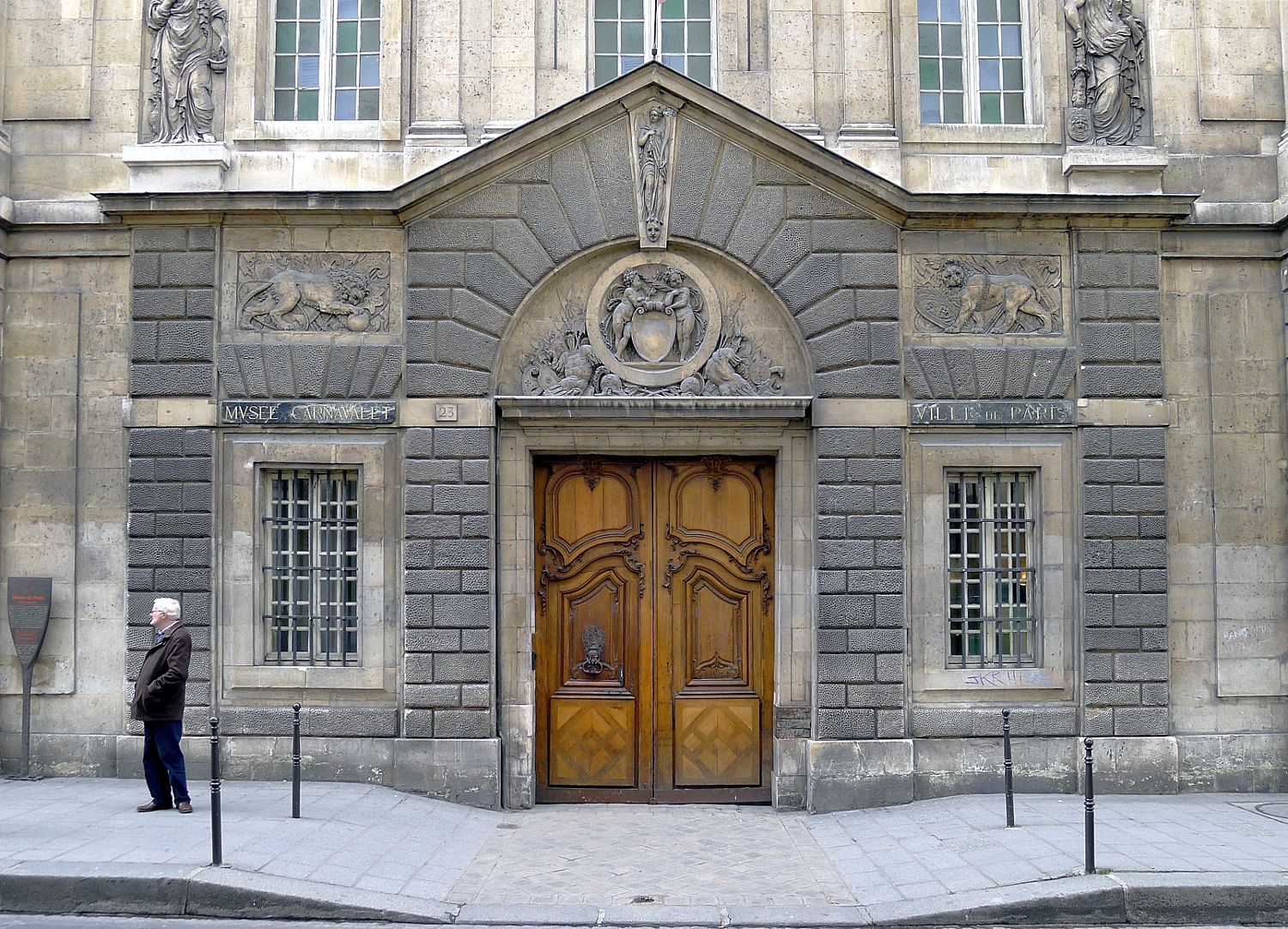
Entrada do Hôtel Carnavalet.

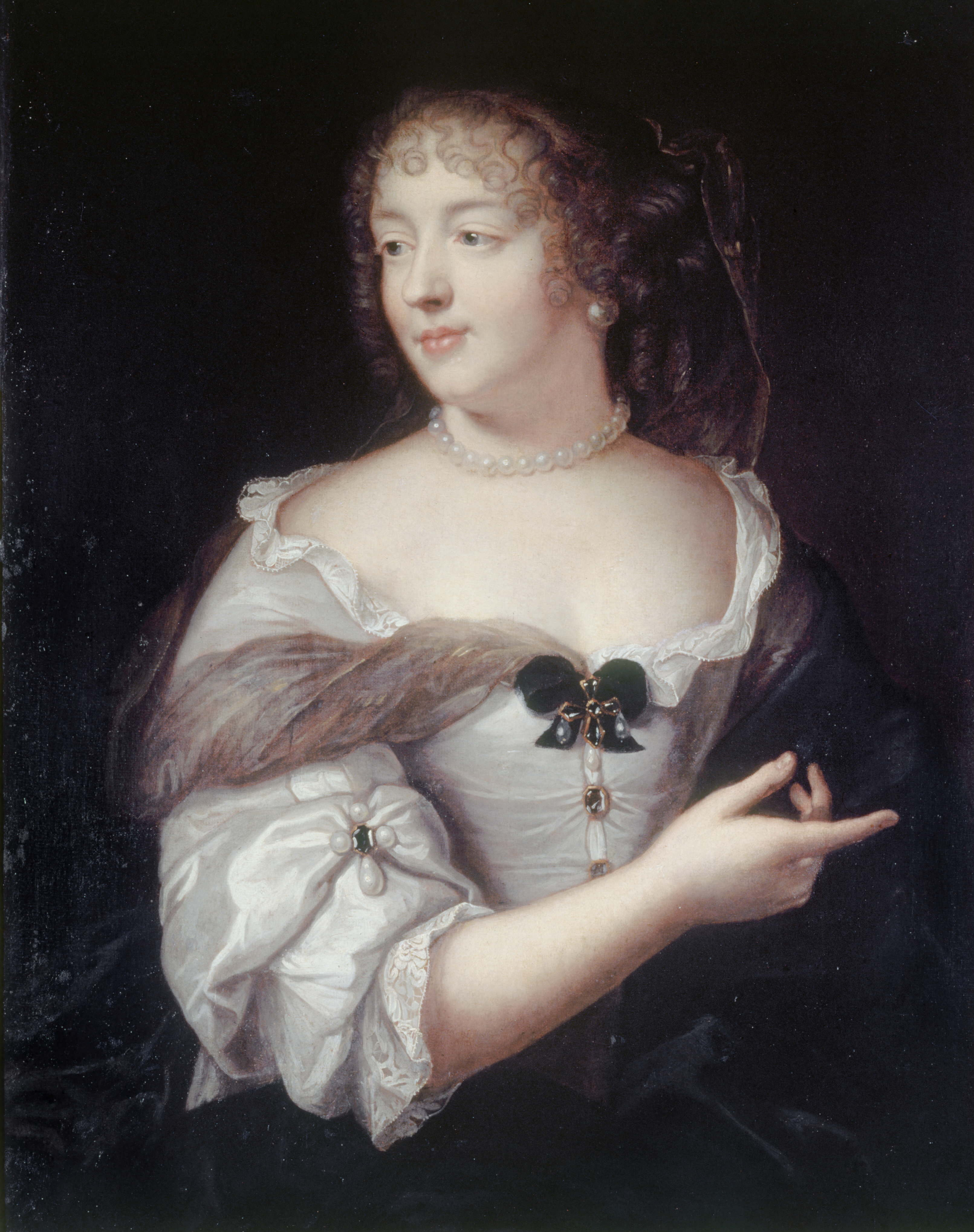
Retrato da Marquesa de Sévigné, pintura de Claude Lefèbvre.

O Museu Carnavalet é um museu multidisciplinar de Paris dedicado à preservação da história da capital da França desde suas origens até os dias atuais. Está instalado em duas imponentes mansões, o Hôtel Carnavalet (século XVI) e o Hôtel Le Peletier de Saint-Fargeau (século XVII), totalizando cerca de 140 salas de exposição para uma grande variedade de peças das mais diversas características, desde relíquias arqueológicas até objetos do cotidiano, passando por maquetes de arquitetura, pinturas, esculturas e outros objetos de arte.

## Histórico
O Hôtel Carnavalet deve seu nome a seu segundo proprietário, Françoise de La Baume-Montrevel, viúva de François de Kernevenoy, cujo sobrenome de origem bretã foi afrancesado para Carnavalet. Foi construído a partir de 1548 para o Conde de Jacques des Ligneris, presidente do Parlamento municipal, e recebeu decoração por Jean Goujon. Em 1654, foi remodelado por François Mansart e, a partir de 1677, foi habitado pela Marquesa de Sévigné, que mandou realizar outras pequenas intervenções na arquitetura.
Em 1866, passou para a Municipalidade de Paris, abrindo ao público como museu em 1880. Passou por novas reformas superintendidas por Victor Parmentier, que recuperou em alguma medida o aspecto setecentista do prédio a partir de gravuras remanescentes da época. Novas alterações se deram com projeto de Félix Roguet e Joseph-Antoine Bouvard, que incorporaram elementos de demolição de construções antigas, trabalhos que se estenderam até o início do século XX.

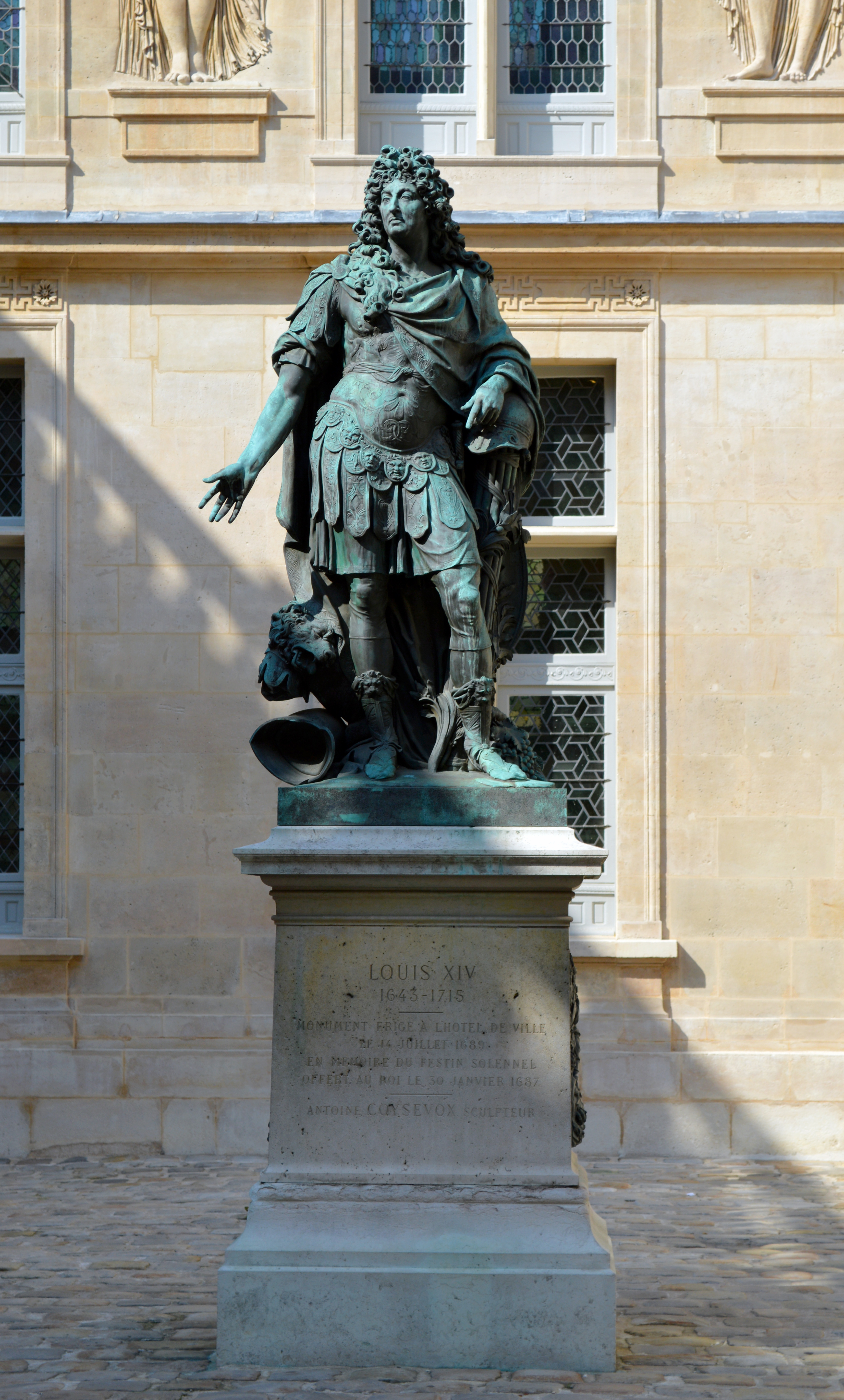
Escultura de Antoine Coysevox representando Luís XIV de França.

São notáveis, entre outros elementos da decoração da fachada, os baixos-relevos atribuídos a Jean Goujon, representando As Quatro Estações, com os signos do Zodíaco, e os de Gerard van Opstal, com quatro figuras alegóricas figurando a Paz, o Amor, a Abundância e a Prudência, além de divindades gregas.
Nas galerias e jardins, estão instaladas diversas estátuas provenientes de monumentos da cidade, destacando-se a Vitória alada de Simon Boizot, originalmente na fonte do Châtelet, e a estátua de Luís XIV de França, obra de Antoine Coysevox, antigamente no Hôtel de Ville, uma das raras estátuas em bronze de antigos monarcas que escaparam de ser fundidas na Revolução Francesa.
O Hôtel Le Peletier de Saint-Fargeau foi construído em 1688 com projeto de Pierre Bullet, Arquiteto do Rei e da Cidade, para o Conde Michel Le Peletier de Saint-Fargeau, num estilo bastante sóbrio, e da decoração original restam uma escadaria monumental e gabinetes forrados com espelhos e lambris. Um de seus proprietários foi Louis-Michel Le Peletier de Saint-Fargeau, descendente do Conde, que, por ter votado pela morte do Rei na Revolução, foi, depois, assassinado por um dos guarda-costas do monarca. Este evento foi interpretado como um martírio, e seu corpo, depois de ser levado em procissão até o Panteão, foi sepultado com grande pompa.
Em 1866, o Hôtel foi incorporado pela Municipalidade, que ali instalou a Biblioteca Histórica da Cidade de Paris, a qual foi novamente transferida para o Hôtel Lamoignon em 1968 a fim de que o museu pudesse se expandir. A partir de 1984, iniciaram trabalhos de renovação, confiados ao arquiteto Bernard Fonquernie e aos museógrafos Boris Stuparu e François Pin, definindo os espaços para receberem objetos da época da Revolução até os dias de hoje. Em 2000, sua orangerie, uma das raras estruturas em seu gênero remanescentes do século XVII na cidade, foi remodelada para abrigar as coleções pré-históricas e da antiguidade, que incluem o lapidário galo-romano da Lutécia, sarcófagos merovíngios e os novos achados do sítio arqueológico de Bercy. Nas obras de adaptação, foram descobertos remanescentes de decoração pictórica.

## As coleções

Collections of Musée Carnavalet‎

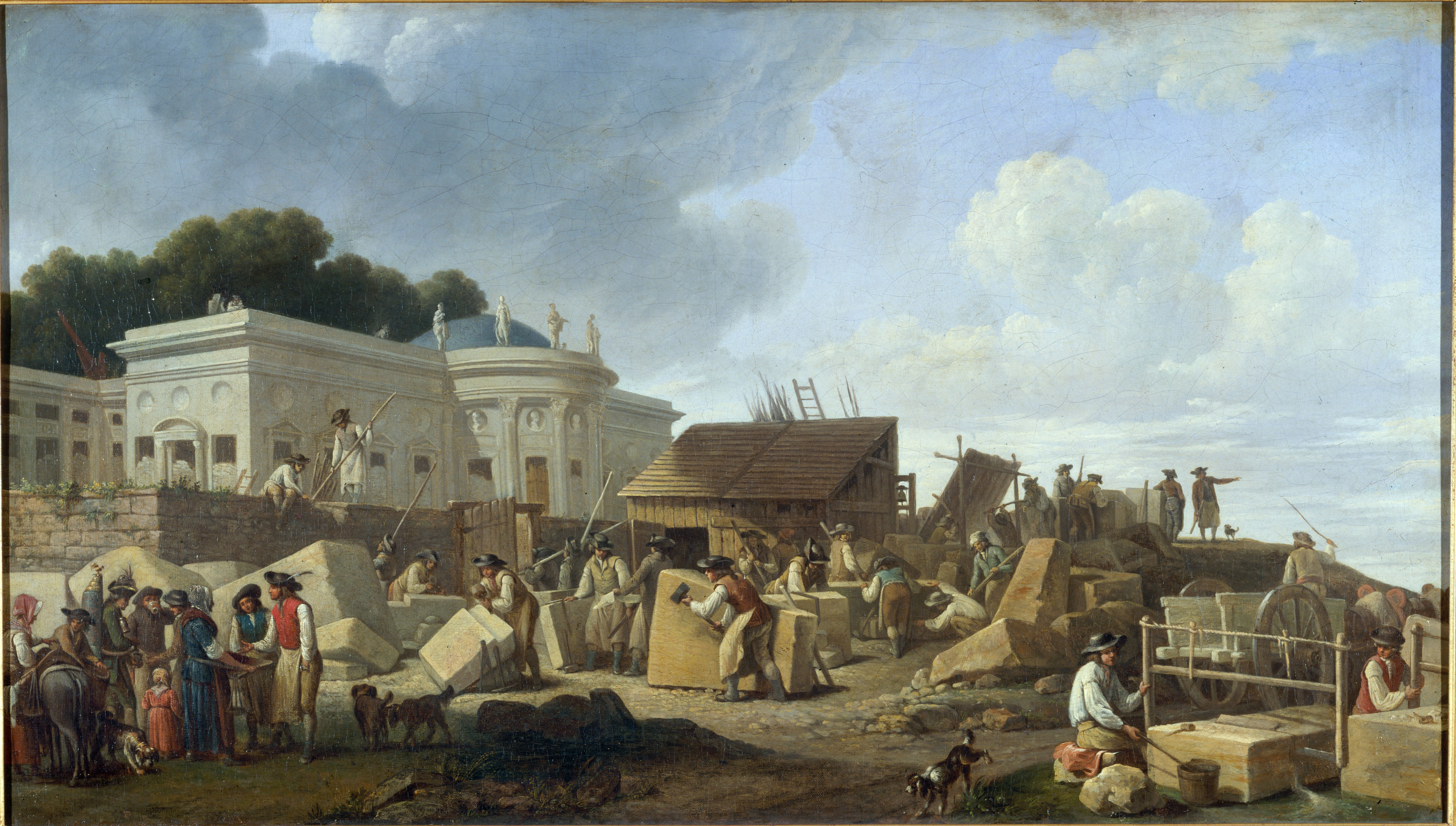
A construção do Hôtel de Salm, século XIX

A riquíssima coleção do Museu Carnavalet conta com mais de 600 mil peças no total, com milhares de itens de arqueologia, mais de 2 700 pinturas, 20 mil desenhos, 300 mil gravuras, 150 mil fotografias, 2 mil esculturas modernas, e milhares de outros objetos em cerâmica, numismática e mobiliário, distribuídos em uma área expositiva de 13 mil metros quadrados em 140 salas. A divisão de departamentos é a seguinte:
- Arqueologia antiga e medieval, com cerca de 40 mil peças que ilustram as origens de Paris e sua história até a Idade Média, com esculturas, elementos de arquitetura e decoração, estelas funerárias, cerâmicas, vidros, moedas, destacando-se nesta seção fósseis de mamutes, barcos do Neolítico, e um instrumental cirúrgico do século III.
- Pinturas, com obras que refletem a rica atividade artística parisiense do século XVI em diante, com autores naturais da cidade ou que ali foram ativos. As obras mostram paisagens urbanas, edifícios, cenas do cotidiano e retratos, sendo principais as pinturas de Gérard (Madame Recamier), Lefèbvre (Retrato de Madame de Sévigné) e Lehmann (Retrato de Franz Liszt).
- Artes Gráficas, dividido nas seções de Desenhos, Gravuras, Fotografias e Cartazes, totalizando cerca de 470 mil peças, organizadas segundo quatro temáticas: História, Topografia, Costumes e Retratos. A seção de Fotografia é particularmente interessante, documentando a evolução da técnica desde sua descoberta até a contemporaneidade, com obras de Nadar, Atget, Doisneau, Cartier-Bresson, Brassaï e muitos outros nomes importantes.
- Esculturas, abrangendo peças do século XVI até o XX.

- Maquetes e Modelos de Arquitetura, com mais de uma centena de projetos arquitetônicos e maquetes de edifícios e monumentos de todas as épocas, muitos deles já desaparecidos. O século XX está representado com estruturas características como modelos do metrô, pontes e edifícios inovadores.
- Mobiliário, com cerca de 800 peças que evocam os ambientes domésticos desde a Paris renascentista até o século XX, contando com itens de grandes ebanistas locais, como Migeon, Riesener ou Weisweiler, além de cofres, peças em ferro forjado, armários, porcelanas, tapeçarias e muitos outros.
- Arte Aplicada, com mais de 10 mil peças, entre cerâmicas, porcelanas, armários decorados etc., destacando-se um conjunto em faiança popular da época da Revolução, uma série de tabaqueiras e caixas de rapé, além de objetos pessoais de personalidades parisiense, como o tinteiro de Jean-Jacques Rousseau, os óculos de Victorien Sardou, e os objetos de barbear de Robespierre, além de outros antigamente pertencentes a Voltaire, Madame de Sévigné, Proust, Marat, Colette, Luis XVI, Maria Antonieta e uma falange de outros nomes ilustres.
- Insígnias, com uma interessante reunião de cerca de 200 letreiros, placas de anúncio ou inscrições com o nome de estabelecimentos comerciais em materiais diversos, do século XVII em diante, documentando a atividade comercial e econômica da cidade.
- Numismática, com mais de 40 mil itens entre medalhas, moedas e condecorações, que datam desde a antiguidade.

O Museu ainda possui um laboratório de restauro de peças gráficas e administra dois outros espaços de interesse histórico para a capital francesa: O Ossuário de Paris, com os restos mortais do antigo Cemitério dos Inocentes, evacuado em 1785, e de outros cemitérios desativados, e a Cripta Arqueológica de Notre-Dame, onde se preservam achados das pesquisas arqueológicas levadas a cabo de 1965 em diante na área da grande catedral parisiense.

## Galeria

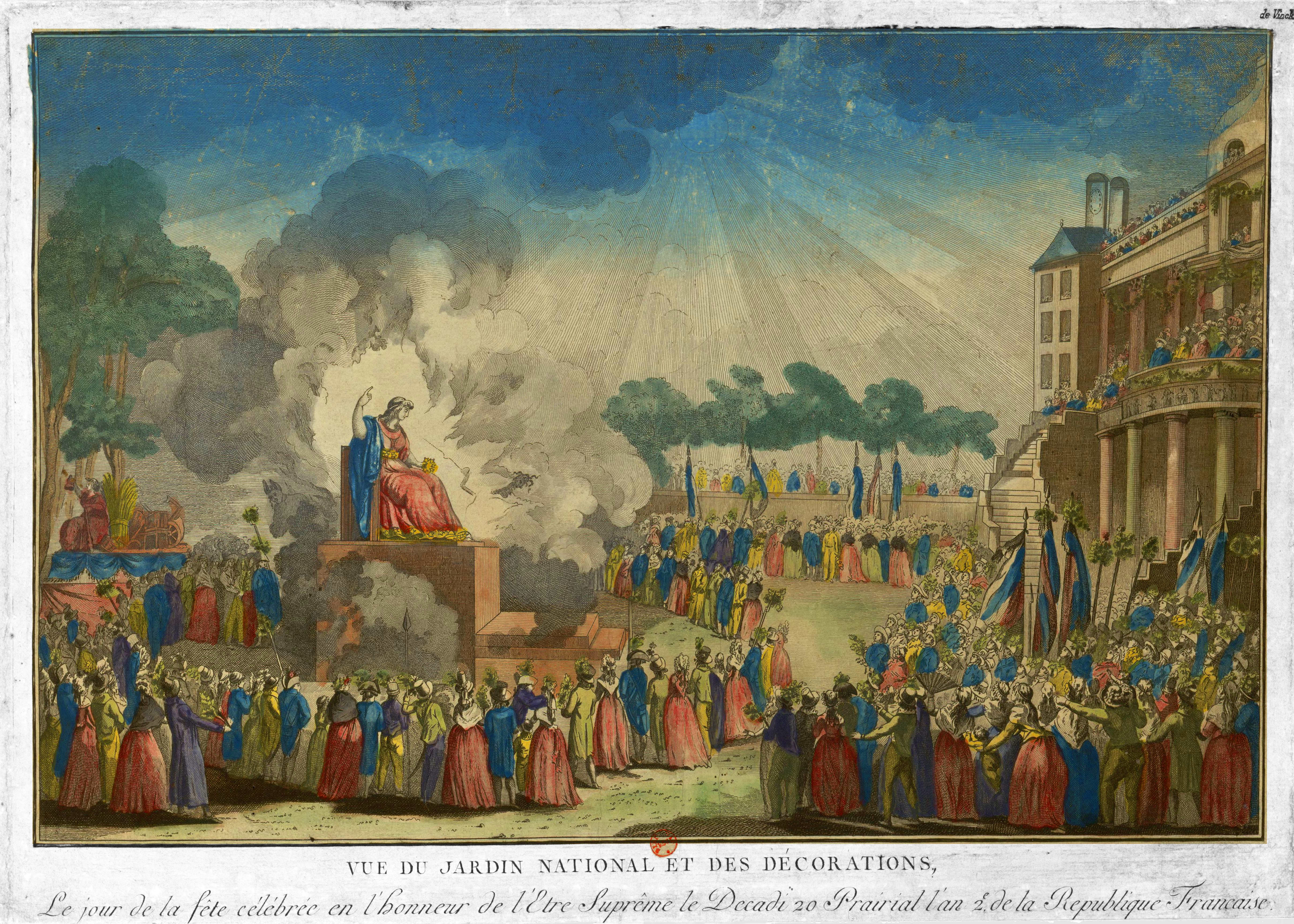
Aquarela da época revolucionária representando as festas em honra ao Ser Supremo, 1794
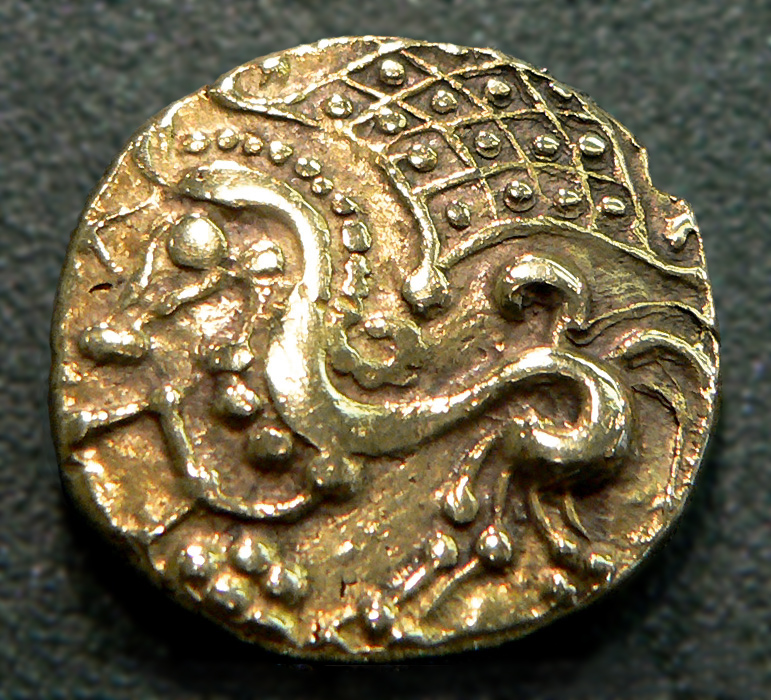
Estáter gaulês, século I a.C.
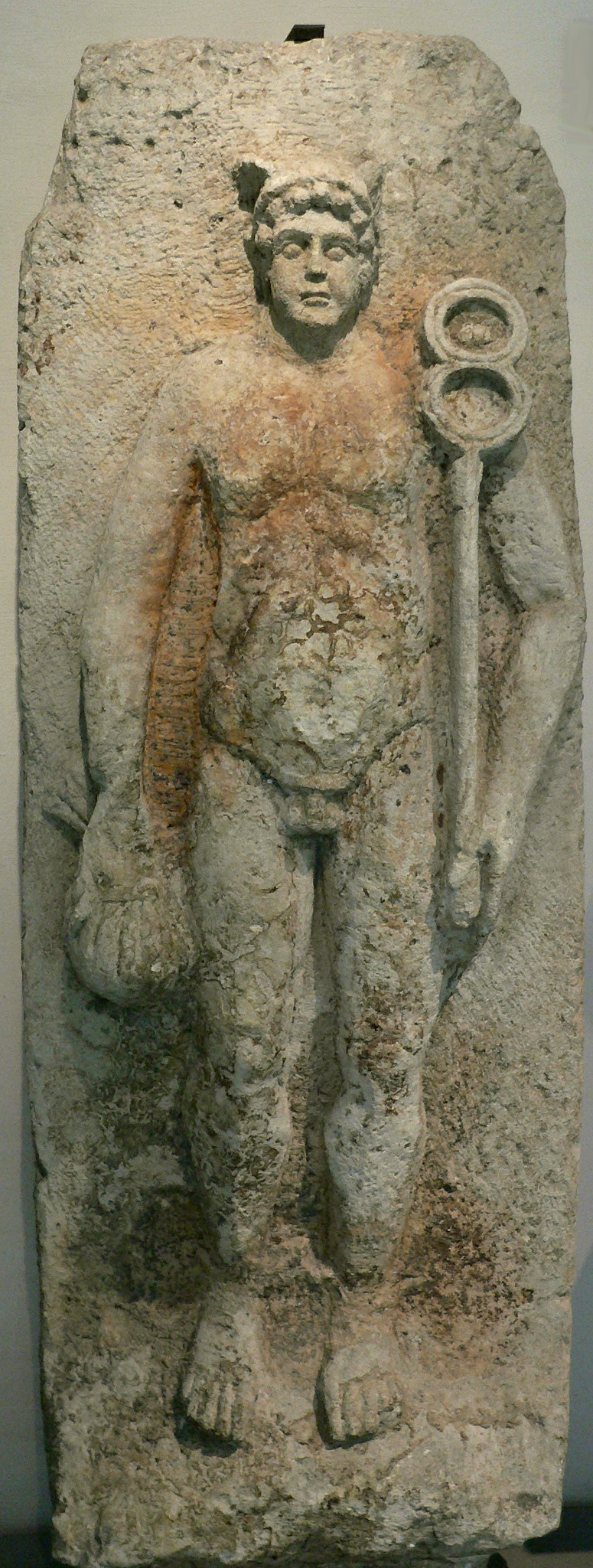
Estela galo-romana de Mercúrio
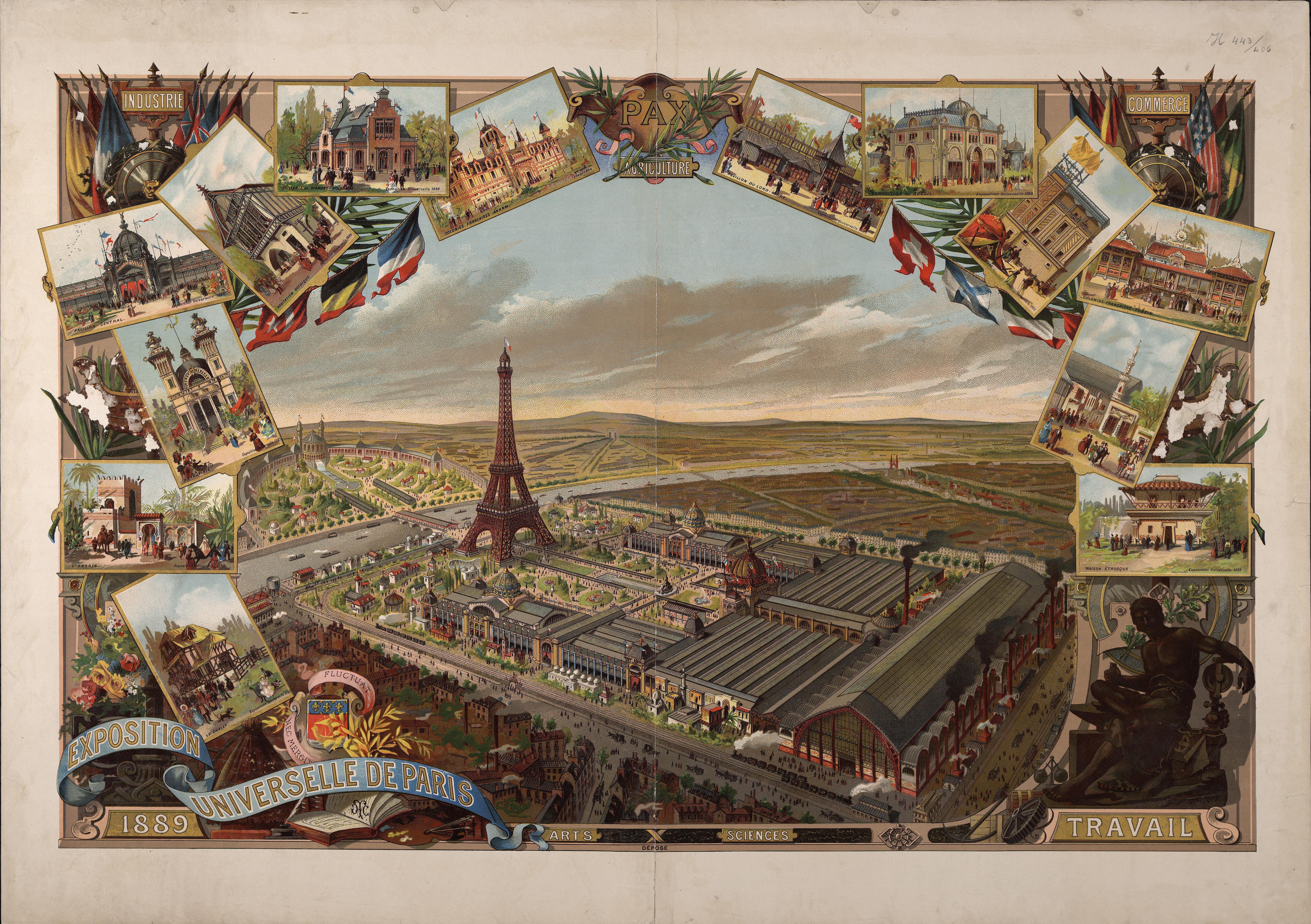
Gravura com uma vista geral da Exposição Universal de 1889

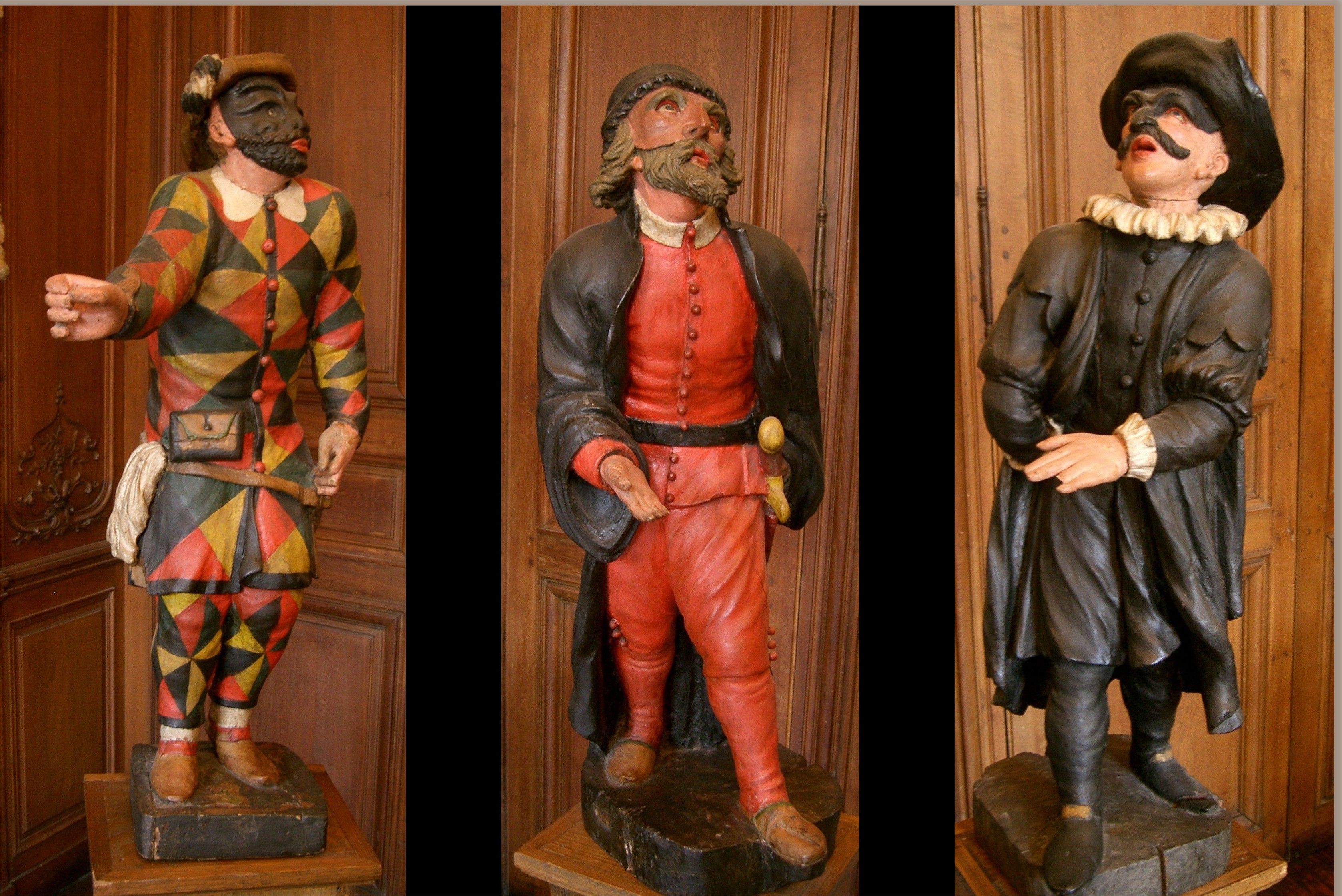
Estatuetas de personagens da Commedia dell'Arte, século XVIII
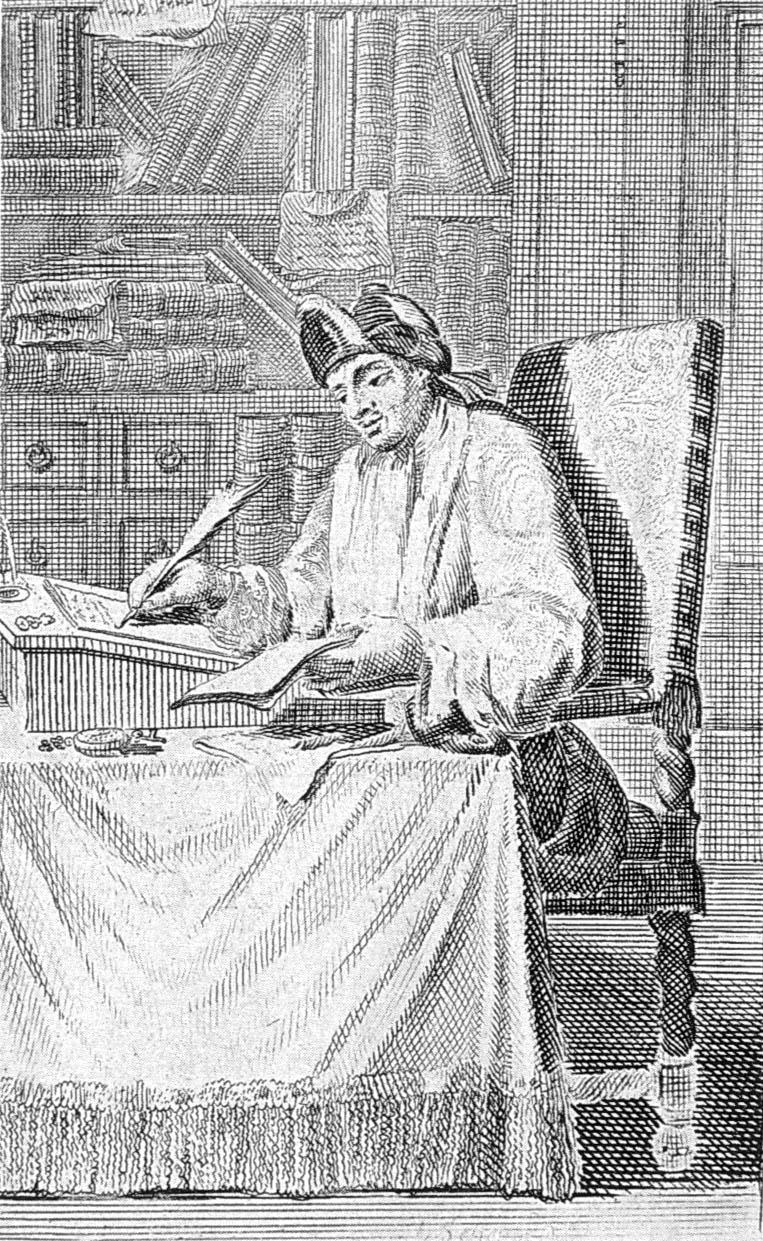
Gravura representando Cyrano de Bergerac, século XVII
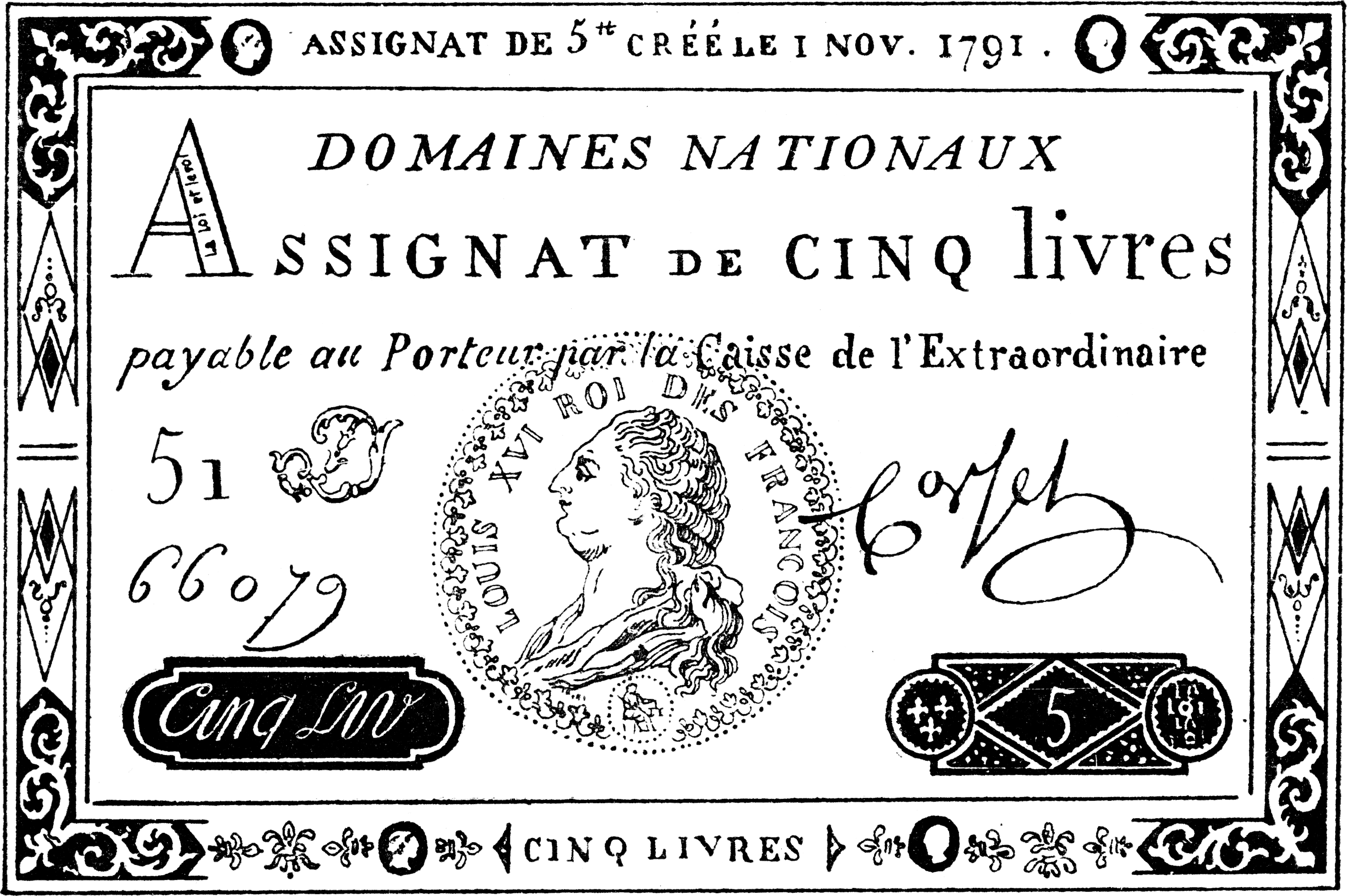
Letra de câmbio de 1791
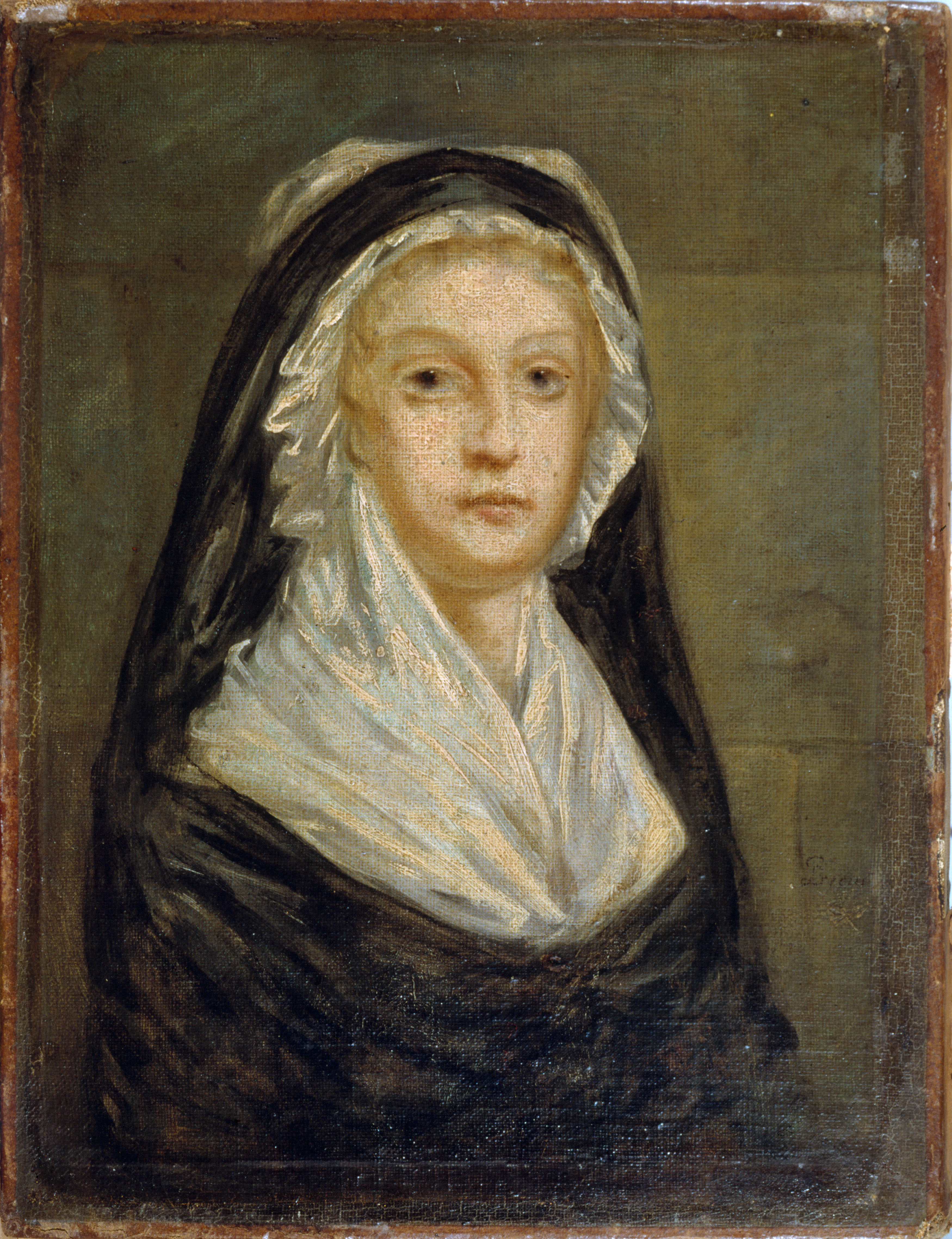
Retrato de Maria Antonieta na prisão, pintura de Alexandre Kucharski.